# Bracon karakumicus
Bracon karakumicus är en stekelart som beskrevs av Vladimir Ivanovich Tobias 1967. Bracon karakumicus ingår i släktet Bracon och familjen bracksteklar. Inga underarter finns listade.